# Афанасьєв Самійло Іванович
Афанасьєв (Афанасіїв) Самійло Іванович — (*1859 – †1937) український громадський діяч, член Української партії соціалістів-самостійників (УПСС), директор департаменту Міністерства фінансів УНР уряду Сергія Остапенка за часів директорії.
Мав сина Миколу і двох доньок. Разом із дочками допомагав синові з контррозвідувальною роботою в рамках діяльності Козачої Ради Правобережної України.
1922 разом із дітьми засуджений до розстрілу. 1924 разом із дочками помилуваний і звільнений з ув’язнення. Доля сина невідома.